# خلوتگاه ویهوادو
عقب‌نشینی ویهوادو یا بازگرداندن ارتش از جزیره ویهوا (کره‌ای: 위화도 회군; هانجا: 威化島 回軍) به ماجرای سال ۱۳۸۸ میلادی اشاره دارد که در آن به ژنرال یی سونگ-گی از سلسله گوریو دستور داده شد تا با ارتش خود به سمت شمال حرکت کرده و به شبه جزیره لیائودونگ (شمال شرقی چین که تحت کنترل سلسله مینگ بود) حمله کند، اما در عوض ژنرال گوریو یی سونگ‌ گی، تصمیم گرفت به که سونگ بازگردد و کودتایی را ترتیب دهد.
ژنرال یی سونگ گی در اواخر دهه ۱۳۷۰ و اوایل دهه ۱۳۸۰ با بیرون راندن بقایای مغول از شبه جزیره کره و همچنین با دفع دزدان دریایی ژاپنیِ سازمان‌یافته در یک سری نبردهای موفقیت‌آمیز، قدرت و احترام کسب کرده بود. او همچنین به خاطر سرکوب عمامه قرمزها، زمانی که آنها به عنوان بخشی از شورش خود علیه سلسله یوان به شبه جزیره کره حرکت کردند، مورد تقدیر قرار گرفت. پس از ظهور سلسله مینگ به رهبری ژو یوانژانگ، دربار سلطنتی در گوریو به دو جناح رقیب تقسیم شد: گروهی که توسط ژنرال یی (حامی سلسله مینگ) رهبری می‌شد و اردوگاهی که توسط رقیبش ژنرال چوئه (حامی سلسله یوان) رهبری می‌شد.
هنگامی که یک پیک مینگ در سال ۱۳۸۸ (چهاردهمین سال سلطنت پادشاه یو) به گوریو آمد تا خواستار بازگرداندن بخش قابل توجهی از قلمرو شمالی گوریو شود، ژنرال چوئه یونگ از فرصت استفاده کرد و با سوءاستفاده از فضای ضد مینگ حاکم، حمله به شبه جزیره لیائودونگ را توجیه کرد (گوریو ادعا می‌کرد که جانشین پادشاهی باستانی گوگوریو است؛ به همین دلیل، بازگرداندن منچوری به عنوان بخشی از قلمرو کره، از اصول سیاست خارجی آن در طول تاریخ بود).
پادشاه یو، علیرغم اعتراض ژنرال یی، به او دستور داد تا به شبه جزیره لیائودونگ حمله کند و به ارتش جدید سلسله مینگ در حمایت از مغول‌ها حمله کند. ژنرال یی چهار دلیل برای غیرممکن بودن فتح لیائودونگ ارائه داد (کره‌ای: 사불가론). چهار دلیل عبارت بودند از کوچک نمی‌تواند در برابر بزرگ بایستد (به این معنی که یک ایالت کوچک مانند گوریو نمی‌تواند در جنگ علیه مینگ، ایالت بزرگ، پیروز شود)؛ ارتش نباید در تابستان بسیج شود؛ اعزام نیروهای گسترده به شمال فرصتی برای دزدان دریایی ژاپنی ایجاد می‌کند تا به روستاهای گوریو حمله کرده و آنها را غارت کنند؛ و  یک لشکرکشی نظامی ملی در طول فصل باران‌های موسمی مستعد ابتلا به بیماری‌های عفونی و پرتاب شدن تیر و کمان به صورت جدا از هم (به دلیل رطوبت) است. در سال ۱۳۸۸، یی به جزیره ویهوا در کنار رودخانه آمنوک که با نام رودخانه یالو نیز شناخته می‌شود، رسید و متوجه شد که نیروهای مینگ از نظر تعداد از نیروهای او بیشتر هستند. او به جای ادامه دادن به تهاجم، تصمیمی مهم گرفت که عموماً «خروج ارتش از جزیره ویهوا» نامیده می‌شود و مسیر تاریخ کره را تغییر داد. یی با آگاهی از حمایتی که از سوی مقامات عالی‌رتبه دولتی و عموم مردم داشت و با وجود نیروی بازدارنده بزرگ امپراتوری مینگ تحت فرمان امپراتور هونگ وو، تصمیم به شورش گرفت و به پایتخت، گه گیونگ، بازگشت تا کودتایی را ترتیب داده و کنترل دولت را به دست گیرد. این اولین مورد از یک سری اقدامات شورشی یی بود که در نهایت منجر به تأسیس سلسله چوسون شد. پسر یی، یی بانگ وون، که بعدها با نام تجونگ، سومین پادشاه چوسون، شناخته شد، در طول کودتای ژنرال یی، خانواده یی را از آنجا بیرون کرد.
سلسله یی که در ژوئیه ۱۳۹۲ تشکیل شد، تا زمان استقلال از خراج‌گزاری به چین و تأسیس امپراتوری کره در اکتبر ۱۸۹۷ دوام آورد و سرانجام با الحاق کره به ژاپن در اوت ۱۹۱۰ به پایان رسید.
در کره جنوبی، عقب‌نشینی ویهوادو اغلب به عنوان تشبیهی از ارتشی که برای کودتا به سمت پایتخت حرکت می‌کند، استفاده می‌شود.